# Cephalelus campbelli
Cephalelus campbelli är en insektsart som beskrevs av Davies 1988. Cephalelus campbelli ingår i släktet Cephalelus och familjen dvärgstritar. Inga underarter finns listade i Catalogue of Life.